# Arthur Dewar
Pour les articles homonymes, voir Dewar.
Arthur Dewar (14 mars 1860 - 14 juin 1917) est un homme politique et juge écossais, qui est député libéral d'Édimbourg Sud ainsi que solliciteur général pour l'Écosse et plus tard sénateur du Collège de Justice.

## Biographie

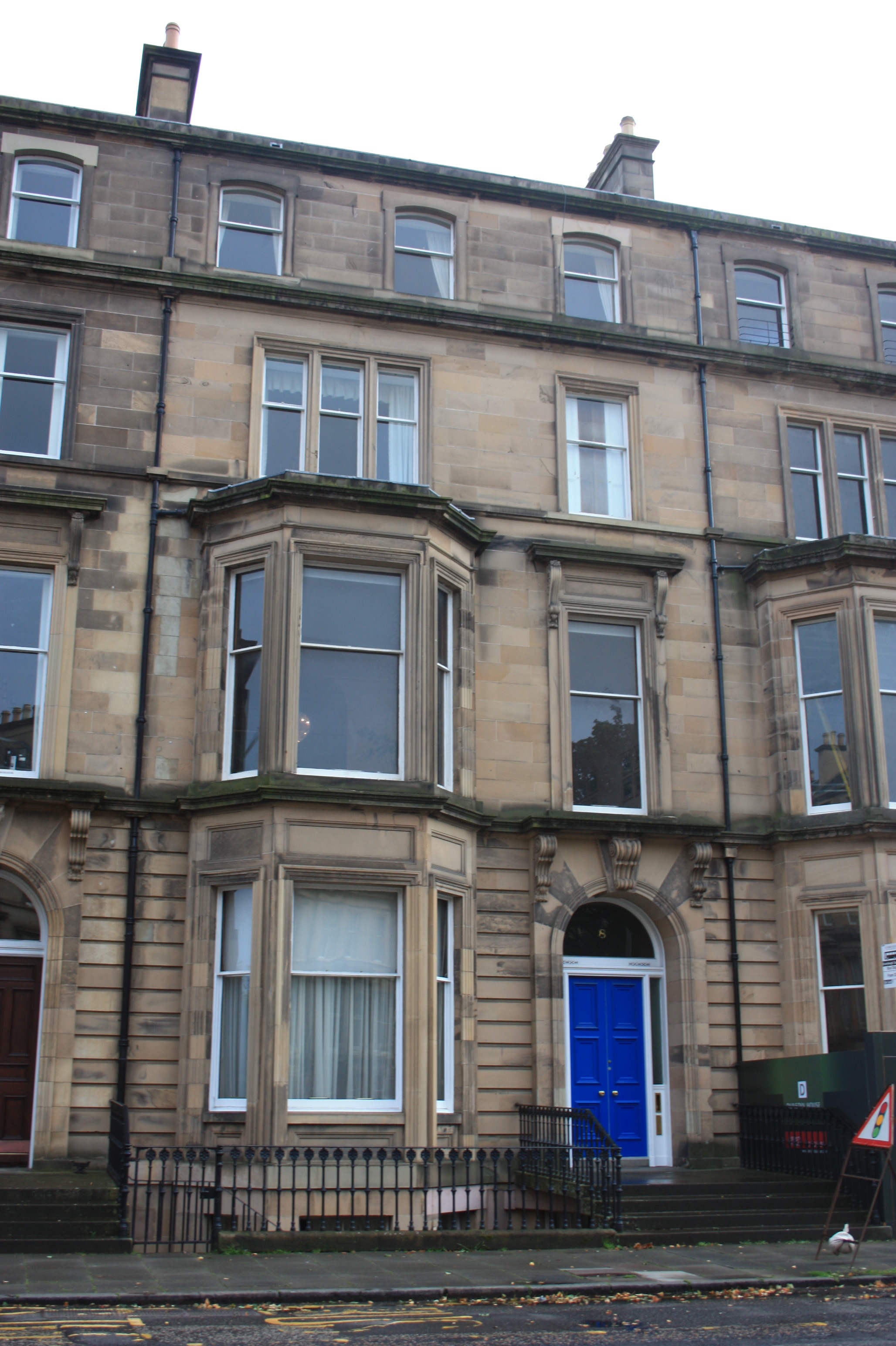
8 Jardins Drumshaugh, Édimbourg

Il est né à Perth, le quatrième fils de John Dewar, Sr. le distillateur et fondateur de John Dewar & Sons. Ses frères, Thomas et John, dirigent l'entreprise familiale .
Il fait ses études à l'Académie de Perth, puis à l'Université d'Édimbourg, où il obtient son diplôme en 1882. Il est admis au barreau écossais en 1885 et, en 1892, est nommé avocat-député pour le circuit de Glasgow, un poste gouvernemental mineur, qu'il occupe jusqu'en 1895 lorsque le Parti conservateur arrive au pouvoir .
Lors d'une élection partielle de 1899, il est élu député d'Édimbourg Sud, battant le major-général AG Wauchope, mais est lui-même battu aux élections générales de 1900 par Sir Andrew Agnew. Il se présente à nouveau aux élections générales de 1906, où il remporte le siège. Il est nommé conseiller du roi en 1904 et est solliciteur général pour l'Écosse de février 1909 à 1910  .
Il est réélu aux élections générales de janvier 1910, mais démissionne des Communes en avril de la même année lorsqu'il est nommé sénateur du Collège de justice en remplacement du défunt McLaren. Il prend le titre judiciaire de Lord Dewar, et reste à ce poste jusqu'à sa mort .
Il a vécu 8 Drumsheugh Gardens dans le West End d'Édimbourg  une impressionnante maison de ville victorienne construite par l'architecte d'Édimbourg John Lessels.
Il est enterré dans l'extension du XXe siècle au cimetière Dean à Édimbourg, contre le mur le plus au nord.

## Famille
Il épouse Letitia ("Lettie") Dalrymple en 1892, avec qui il a un fils et une fille .
Son fils, Ian Dalrymple Dewar, est tué pendant la Première Guerre mondiale.